# Saltonstall Mountain
Saltonstall Mountain est une montagne située dans l'État du Connecticut (États-Unis) et faisant partie de Metacomet Ridge, une longue arête rocheuse des Appalaches qui traverse le sud de la Nouvelle-Angleterre sur 160 kilomètres de long. Le sommet s'élève à 98 mètres d'altitude. Saltonstall Mountain est une destination populaire pour la pratique de sports en plein air, réputée pour ses falaises, le panorama qu'elle offre, son microclimat ainsi que sa faune et sa flore variées.

## Géographie

### Topographie
Saltonstall Mountain s'élève abruptement en présentant des falaises de 60 mètres de hauteur orientées vers l'ouest au-dessus des plaines environnantes. Le versant oriental s'étale en pentes plus douces. Elle s'étend sur 9,3 kilomètres de long pour 2 kilomètres en son point le plus large et a grossièrement la forme d'un arc de chasse. Son point culminant atteint 98 mètres d'altitude dans la partie septentrionale. Il se situe sur le territoire des villes de Branford, North Branford et East Haven. Il se prolonge au nord-ouest par Peter's Rock et au nord-est par Totoket Mountain, au sud par Beacon Hill. L'Interstate 95 franchit la montagne à son extrémité méridionale.

### Hydrographie
Le vaste lac Saltonstall se trouve au sud-est de la montagne. Plusieurs autres réservoirs et étendues d'eau naturelles sont situés au sein de Saltonstall Mountain ou dans ses environs immédiats. Il s'agit de Lidyhites Pond sur le versant Sud de la partie septentrionale de la montagne, de Linsley Pond et de Cedar Pond à son extrémité Nord-Est et des Branford Supply Ponds à l'est.
Les eaux du versant occidental s'écoulent dans la Farm River, puis dans l'East Haven River qui se jette directement dans l'océan Atlantique au Long Island Sound, tandis que la moitié orientale de Saltonstall Mountain appartient au bassin du fleuve Branford à travers le Pisgah Brook.

### Géologie
Saltonstall Mountain, comme la plus grande partie de Metacomet Ridge, est composée de basalte, une roche volcanique. Elle s'est formée à la fin du Trias lors de la séparation de la Laurasia et du Gondwana, puis de l'Amérique du Nord et de l'Eurasie. La lave émise au niveau du rift s'est solidifiée en créant une structure en mille-feuille sur une centaine de mètres d'épaisseur. Les failles et les séismes ont permis le soulèvement de cette structure géologique caractérisée par de longues crêtes et falaises. Les colonnes basaltiques sont particulièrement bien exposées sur le versant Sud-Ouest de Peter's Rock.

### Écosystème
La combinaison des crêtes chaudes et sèches, des ravines froides et humides et des éboulis basaltiques est responsable d'une grande variété de microclimats et d'écosystèmes abritant de nombreuses espèces inhabituelles pour la région. Parmi les espèces protégées par l'État du Connecticut présentes sur Saltonstall Mountain, on trouve Oxalis violacea, la Tortue-boîte de Caroline (Terrapene carolina carolina) et la Buse à épaulettes (Buteo lineatus). La montagne est d'ailleurs est un important corridor migratoire saisonnier pour les rapaces.

## Activités

### Tourisme
La South Central Connecticut Regional Water Authority (SCCRWA) maintient plusieurs sentiers de randonnée pédestre et des pistes cyclables sur les crêtes et le long du lac Saltonstall. Un permis valable un an est requis pour visiter la propriété. La montagne est également ouverte au pique-nique, à la raquette à neige et à diverses autres activités de détente. Un sentier éducatif permet de découvrir la nature de Saltonstall Mountain. Une partie des 45 kilomètres du Branford Trail, qui parcourt les sites historiques et naturels classés de la ville de Branford, passe par le versant oriental géré par la SCCRWA. La pêche et le canotage sont autorisés sur le lac Saltonstall. La natation et les chiens sont interdits.

### Menaces et protections environnementales
La partie méridionale de la montagne est classée en réserve hydrologique publique, gérée par la SCCRWA. Sa partie septentrionale est entourée par l'étalement périurbain. Le Branford Land Trust et la ville de Branford gèrent 3,2 km2 d'espaces protégés autour du point culminant et au nord de celui-ci.